# Jane Murfin
Jane Murfin (ur. 27 października 1892 w Quincy w stanie Michigan, zm. 10 sierpnia 1955) – amerykańska scenarzystka filmowa.

## Filmografia
- 1924: Flapper Wives
- 1928: Czas bzów
- 1932: What Price Hollywood?
- 1934: The Fountain
- 1940: Duma i uprzedzenie
- 1944: Smocze nasienie

## Nagrody i nominacje
Została nominowana do Oscara.